# Отто Гассе
Отто Гассе (нім. Otto Hasse; 21 червня 1871, Шлаве — 28 вересня 1942, Берлін) — німецький офіцер, генерал піхоти рейхсверу. Кавалер ордена Pour le Mérite з дубовим листям. Начальник Військового управління рейхсверу (Truppenamt) (лютий 1923 — жовтень 1925).

## Біографія
27 вересня 1890 року, вступив в 46-й піхотний полк. В 1909 році призначений начальником штабу Головної інспекції військового транспорту.
На початку Першої світової війни служив в 5-му резервному корпусі на Західному фронті. В листопаді 1915 року став начальником штабу свого корпусу. Учасник битви при Вердені і на Соммі. З лютого 1917 року — начальник штабу 10-го резервного корпусу, з серпня 1918 року — 9-ї армії. В тому ж місяці призначений начальником штабу 1-ї армії.
Після закінчення війни переведений в Імперське військове міністерство, з квітня 1922 року — начальник військового управління. В 1923 році направлений в Москву для виконання військової частини Рапалльського договору. З лютого 1926 року — командир 3-ї дивізії і командувач 3-м військовим округом. З 1 квітня 1929 року — головнокомандувач 1-м груповим командуванням. 30 вересня 1932 року вийшов на пенсію.

## Сім'я
29 жовтня 1903 року одружився з Анною фон Кайзер, дочкою генерал-лейтенанта Прусської армії Карла фон Кайзера і сестрою генерал-майора Прусської армії Карла фон Кайзера.

## Звання
- Фанен-юнкер (27 вересня 1890)
- Другий лейтенант (17 грудня 1891)
- Перший лейтенант (22 липня 1900)
- Гауптман (16 березня 1905)
- Майор (13 вересня 1911)
- Оберстлейтенант (18 серпня 1916)
- Оберст (18 травня 1920)
- Генерал-майор (1 лютого 1923)
- Генерал-лейтенант (1 лютого 1926)
- Генерал піхоти (1 квітня 1929)

## Нагороди
- Столітня медаль
- Орден Червоного орла 4-го класу з короною
- Хрест «За вислугу років» (Пруссія)
- Залізний хрест 2-го і 1-го класу
- Орден «За військові заслуги» (Баварія) 3-го класу з мечами і короною
- Орден Альберта (Саксонія), офіцерський хрест з мечами і короною
- Ганзейський Хрест (Гамбург)
- Хрест «За заслуги у війні» (Саксен-Мейнінген)
- Королівський орден дому Гогенцоллернів, лицарський хрест з мечами
- Pour le Mérite з дубовим листям
  - орден (23 грудня 1917)
  - дубове листя (12 травня 1918)
- Почесний хрест ветерана війни з мечами